# Pacific Gas and Electric Company
Pour les articles homonymes, voir Pacific Gas and Electric.
Pacific Gas & Electric Company ( NYSE : PGC ) est une société par actions du secteur énergétique américain avec un chiffre d'affaires annuel de 13,4 milliards et des actifs de 42,9 milliards de dollars. L'entreprise distribue de l'électricité et du gaz à 5,1 millions de clients du nord et du centre de la Californie, un territoire de 70 000 mi2 (181 299 km2) qui compte près de 15 millions d'habitants. Son siège social est établi à San Francisco en Californie.
Longtemps accusée de négliger l'entretien et le débroussaillage de ses lignes à haute tension, la société plaide coupable, en juin 2020, de 84 chefs d'accusation d'homicide involontaire concernant le feu de forêt Camp Fire (2018) qui est le plus meurtrier de l'histoire de la Californie.

## Histoire

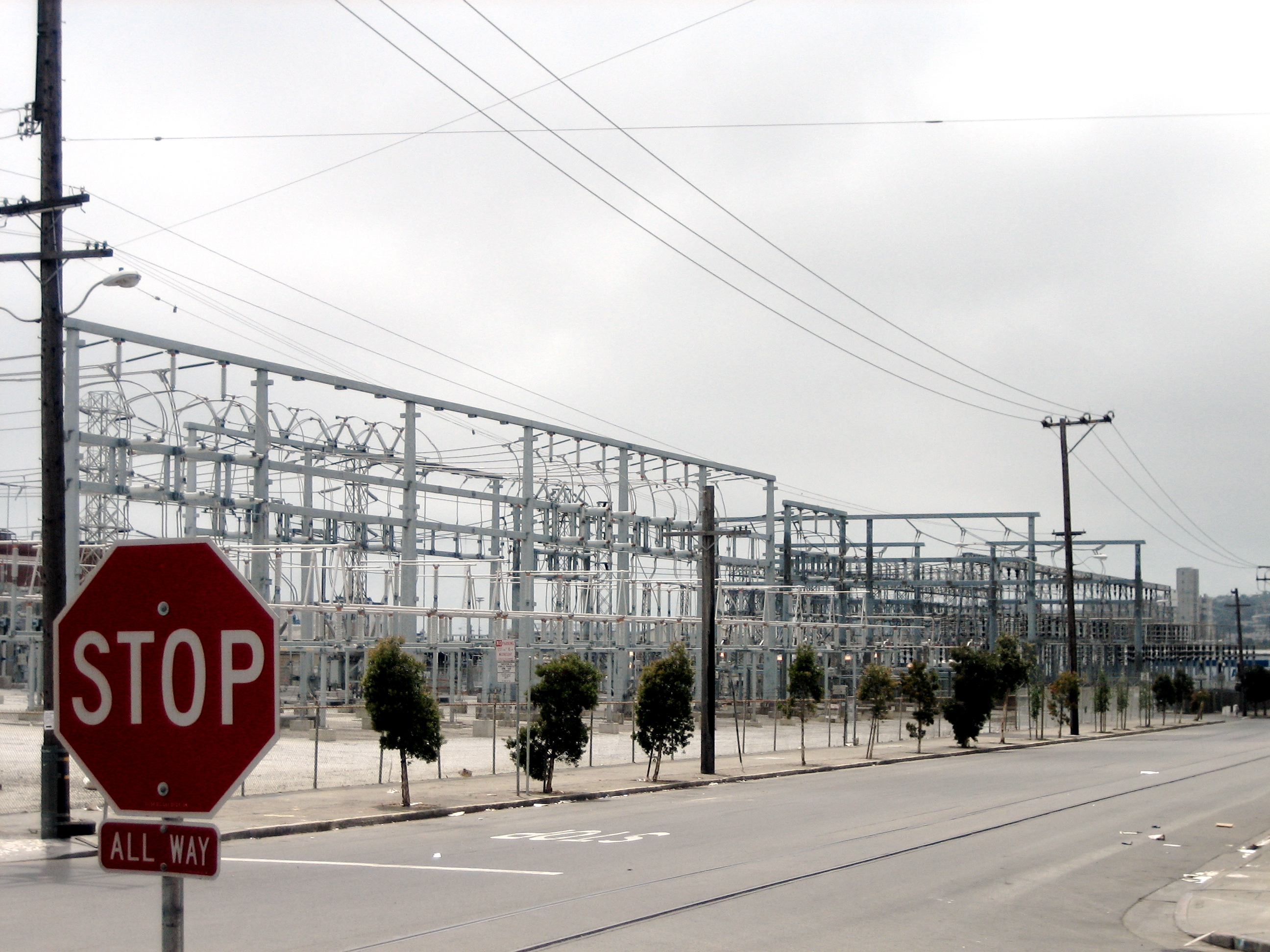
Poste électrique de la PG&E, à San Francisco.

### Explosion de gaz de San Bruno
Le 9 septembre 2010, un gazoduc haute pression explose (en) à San Bruno, dans la banlieue de San Francisco. L'explosion souffle 38 maisons et en endommage 120 autres. Huit personnes perdent la vie et de nombreuses autres sont blessées. Dix acres (40 468 m2) de végétation sont carbonisées.
Lors de l'enquête, PG&E la société exploitante de la canalisation, n'est pas capable de fournir à la California Public Utilities Commission les documents établissant la pression limite d'exploitation de certains de ses ouvrages. Il apparaît également que le tronçon de canalisation entre Milpitas et San Francisco a connu 26 fuites entre 1951 et 2009, dont certaines sans cause identifiée.
Des épreuves hydrauliques ultérieures sur cette même canalisation mettent en évidence une microfuite et conduisent à un nouvel éclatement du tube,,,,.

### Incendies de 2018 et 2019 en Californie

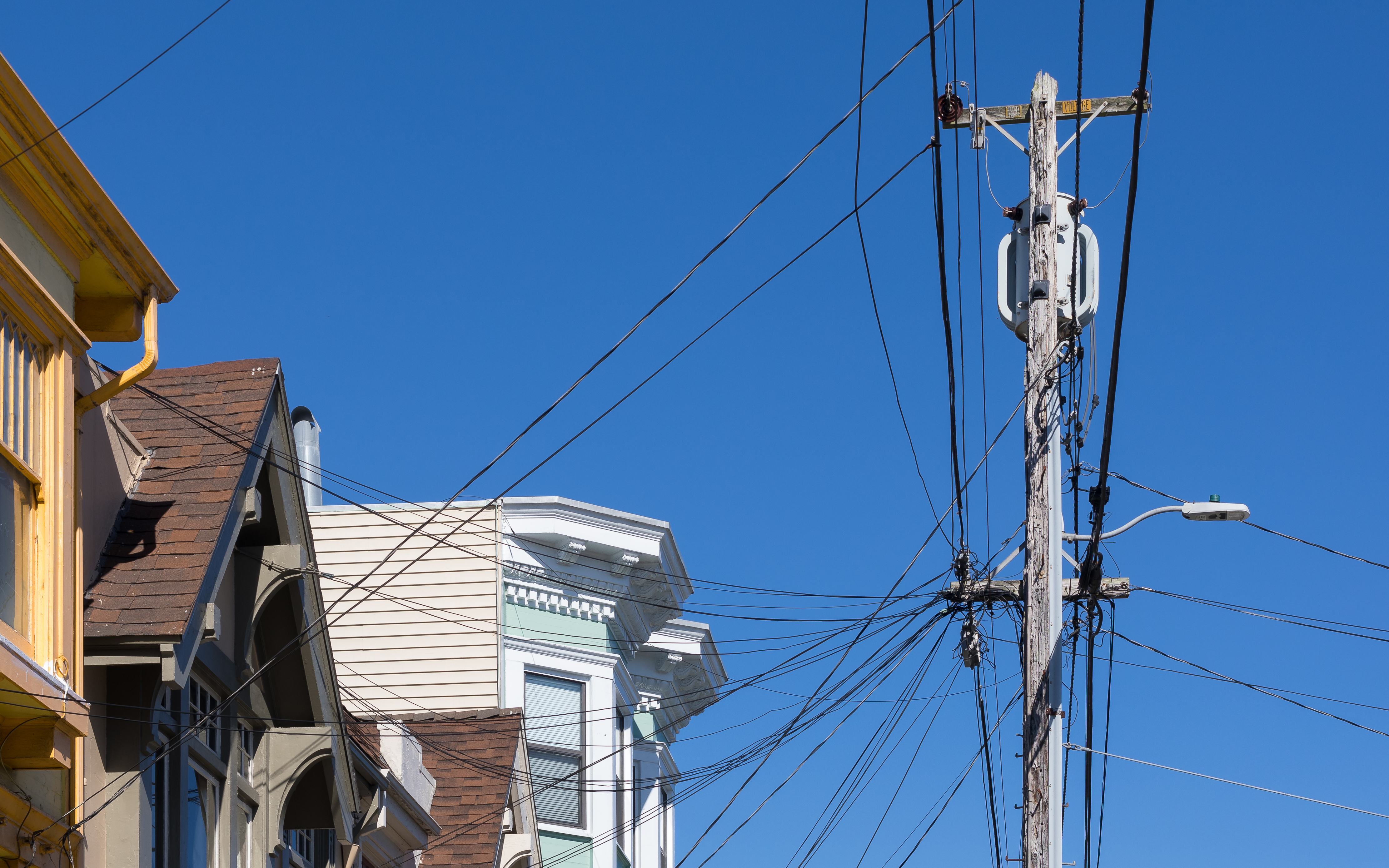
Infrastructure désuète à San Francisco

Le Camp Fire qui ravage le nord de l’État de la Californie depuis le 8 novembre et a laissé en ruine la ville de Paradise se révèle l’incendie le plus meurtrier de l’histoire du Golden State. Les feux géants qui frappent la Californie sont là pour le rappeler. Avec un bilan de 85 morts.
Le fournisseur d'énergie Pacific Gas and Electric Company (PG&E) est confronté aux inquiétudes concernant son éventuel rôle dans les feux qui ont ravagé la Californie. En effet, l'action a perdu plus de 87 % depuis la catastrophe.
Le lundi 14 janvier 2019, l'entreprise se déclare en faillite, et se place sous la protection du chapitre 11 de la loi sur les faillites des États-Unis
.
Selon une analyse du parlement californien, les défaillances des lignes électriques sont responsables de 40 % des vingt feux les plus destructeurs de l'histoire de la Californie, dont le Camp Fire, le plus meurtrier de tous ; les autorités ont déterminé que ce feu a été déclenché par les équipements de la Pacific Gas and Electric Company (PG&E), déjà responsables de 18 feux en 2017 dans la région viticole au nord de San Francisco. PG&E s'est déclarée en faillite en janvier 2019 du fait des dédommagements évalués à 30 milliards de dollars, et Standard & Poor's a dégradé les notes d'Edison et Sempra Energy, qui se partagent le marché du sud de la Californie. Selon l'université de Berkeley, sans intervention législative, les tarifs résidentiels de PG&E risquent de doubler dans les huit prochaines années. Les élus californiens ont décidé de créer un fonds de 21 milliards de dollars pour couvrir les dépenses des entreprises liées aux incendies ; une moitié du fonds proviendra des contributions des entreprises et l'autre du prolongement sur 15 ans d'une taxe de quelques dollars par mois sur la facture d'électricité des habitants.
Pacific Gas and Electric (PG&E) est, selon Le Figaro, « depuis des années accusé de faire passer les profits et ses actionnaires avant la sécurité du public, avec des installations désuètes et des manquements répétés à l'entretien et au débroussaillage de ses lignes à haute tension».
PG&E annonce en juin 2019 avoir réalisé 263 000 réparations en 9 mois, coupé 160 000 arbres en 2018 et prévoit d'en couper plus du double en 2019 ; le gouverneur de Californie a retiré l'obligation de fournir l'étude environnementale qui était exigée jusqu'ici pour brûler une partie des arbres favorisant les brasiers ; mais l'entreprise ne peut pas influer sur l'installation croissante à la lisière des forêts d'une population fuyant l'explosion des prix de l'immobilier dans les villes. Les autorités ont donné davantage de marge de manœuvre à PG&E pour recourir à des coupures de courant de manière préventive : début juin 2019, face à la chaleur et la sécheresse des vents californiens, elle a coupé l'électricité pendant près de deux jours à 22.000 résidents.
En octobre 2019, PG&E a coupé l'électricité à 2 millions d'habitants et annonce quinze jours plus tard une nouvelle coupure pouvant toucher jusqu'à 2,7 millions de personnes à la suite de prévisions de vents violents et chauds pouvant atteindre 120 km/h. PG&E a annoncé que l'une de ses lignes de transmission avait dysfonctionné sept minutes avant le départ du feu de Kincade, qui a causé l'évacuation de 90 000 habitants. Un juge a validé la capacité des hedge funds Elliot et Pimco à présenter un plan de restructuration alternatif à celui de PG&E, après leur association avec des victimes des précédents feux. Les maires de San José et San Francisco proposent de transformer PG&E en coopérative, dont les citoyens seraient actionnaires.
Selon l'économiste Laurence Scialom, la faillite de PG&E « peut être considérée comme la première faillite climatique ».
En juin 2020, PG&E annonce lever 5,5 milliards de dollars et sortir prochainement du régime de protection des faillites.

### Incendie de 2021 en Californie
La chute d'un arbre sur un câble électrique géré par la compagnie PG&E est, selon une enquête, à l'origine du vaste incendie Dixie Fire, qui a démarré le 16 juillet dans le massif situé au Nord de Sacramento et qui a ravagé la bourgade de Greenville le 4 août, atteignant alors plus de 219 000 ha brûlés,.

## Production d'électricité

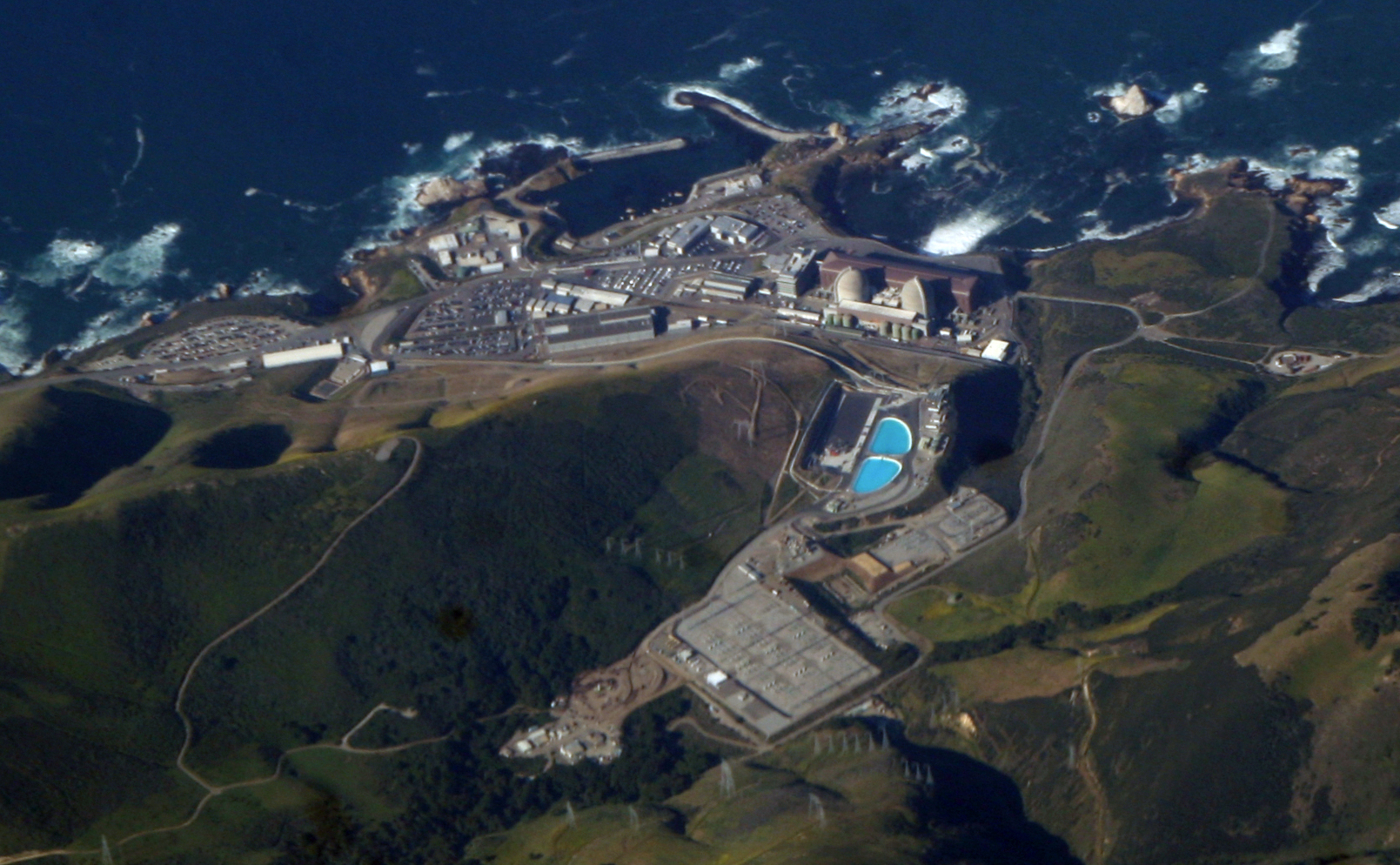
La centrale nucléaire de Diablo Canyon.

PG&E produit environ 30 % de l'électricité qu'elle distribue à ses clients. Son parc de production comprend environ 75 centrales, dont la puissance installée totale est de 6 871 mégawatts.
L'entreprise est le plus grand producteur privé d'hydroélectricité aux États-Unis. Une centaine de réservoirs dans la Sierra Nevada et dans les Cascades alimentent ses 69 centrales hydroélectriques, d'une puissance totale de 3 896 mégawatts. Les centrales sont aménagées sur 16 bassins versants du nord et du centre de la Californie, de Redding à Bakersfield.
PG&E est aussi propriétaire de la centrale nucléaire de Diablo Canyon (2 240 MW) qui a produit 16 265 gigawatts-heures en 2009, soit 57,8 % de la production totale des centrales de la société. La firme a également exploité, de 1963 à 1976, la centrale nucléaire de Humboldt Bay, avant de la fermer compte tenu de sa faible taille et de l'existence d'une faille sismique dans la région[réf. nécessaire].
Elle exploite également deux centrales thermiques au gaz naturel: les centrales Gateway (600 MW) et Humboldt Bay (105 MW).

### Mojave Solar Park
La compagnie espagnole Abengoa Solar et l'entreprise israélienne Solel (rachetée depuis par Siemens) construisent pour le compte de PG&E le Mojave Solar Park, un parc solaire thermique d'une puissance nominale de 553 mégawatts[réf. à confirmer], qui doit approvisionner la Californie, dont la législation prévoit, depuis 2010, comme le Nevada, que 20 % de l'électricité soit produite par des énergies renouvelables.